# Gloria Wekker
Gloria Daisy Wekker, née le 13 juin 1950 à Paramaribo, est une anthropologue et professeure d'université néerlando-surinamaise. Elle s'intéresse particulièrement aux études de genre et aux questions sur la sexualité dans les Caraïbes et la diaspora caribéenne. Elle est lauréate en 2007 du prix Ruth Benedict de l'American Anthropological Association.

## Biographie
Elle naît à Paramaribo en 1950, mais sa famille rentre aux Pays-Bas dès 1951. Elle commence des études de droit à Nimègue, puis s'inscrit à l'université à Amsterdam où elle est active dans le mouvement de femmes afro-européennes. Elle obtient un master en anthropologie culturelle en 1981, à l'université libre d'Amsterdam, puis commence sa vie professionnelle en travaillant dans diverses agences gouvernementales à Amsterdam. En 1984, elle est membre fondateur de « Sister Outsider », un cercle littéraire de femmes lesbiennes noires dont le nom fait référence au livre éponyme de la femme de lettres américaine Audre Lorde. En 1987, elle travaille comme chercheur associé auprès du bureau pour la coordination des affaires des minorités ethniques.
Elle obtient en 1992 son doctorat à l'université de Californie à Los Angeles, avec une thèse sur la sexualité et la subjectivité des femmes afro-surinamaises. En 2001, elle est nommée professeure au département d'études féminines de l'université d'Utrecht,. Elle étudie principalement les rapports entre colonialisme, racisme,  privilège blanc, théorie féministe, théorie lesbienne et femmes dans les Caraïbes,. L'orientation de ses recherches lui a valu le surnom d'« Angela Davis néerlandaise », puisqu'elle incite les Néerlandais à devenir conscients de l'enracinement des stéréotypes et des attitudes racistes et patriarcales. Elle a notamment suscité un débat pour remettre en cause le caractère raciste de certaines images iconiques de la tradition néerlandaise, comme le serviteur noir de saint Nicolas, connu sous le nom de Zwarte Piet (« Pierre Noir ») ainsi que l'image de ce qui constitue la beauté. Elle devient professeur émérite en 2011.
Elle est candidate non élue du parti politique Bij1 (en), créé en 2016, aux élections législatives néerlandaises de 2017. 
Son frère Herman Wekker (nl) est linguiste et professeur à l'université de Groningue, elle a publié avec lui « Coming in from the cold », sur la question de la traduction en néerlandais surinamais de textes de la culture noire en langue anglaise.

## Activités scientifiques et éditoriales
Son livre The Politics of Passion: Women's Sexual Culture in the Afro-Surinamese Diaspora publié en 2006 est récompensé en 2007 par le prix Ruth Benedict de l'American Anthropological Association. En 2011, elle prend un congé sabbatique pour travailler sur un projet de recherche qui aboutit à la publication en 2016 d'un nouvel ouvrage, White Innocence: Paradoxes of Colonialism and Race. En 2015, elle est nommée membre d'un comité international constitué par l'université d'Amsterdam, dans le but de promouvoir la diversité à l'université.

## Publications
- Oog in oog : over het werk van Audre Lorde, Utrecht, The Netherlands, Savannah Bay, 1986
- avec Herman Wekker 'Coming in from the cold' : linguistic and socio-cultural aspects of the translation of Black English Vernacular literary texts into Surinamese Dutch, Leiden, The Netherlands, Vakgroep Engels, 1990
- (thèse) "I am gold money" : (I pass through all hands, but I do not lose my value) : the construction of selves, gender and sexualities in a female working class, Afro-Surinamese setting, University of California, Los Angeles, 1992
- Ik ben een gouden munt, ik ga door vele handen, maar verlies mijn waarde niet : subjectiviteit en seksualiteit van Creoolse volksklasse vrouwen in Paramaribo, Amsterdam, The Netherlands, VITA, 1994
- « One finger does not drink okra soup: Afro-Surinamese women and critical agency », Feminist genealogies, colonial legacies, democratic futures, New York, NY, Routledge,‎ 1997, p. 330–352
- « Thamyris », Feminist genealogies, colonial legacies, democratic futures, Leiden, The Netherlands, Brill Publishers, vol. 5, no 1,‎ 1998, p. 105–129
- The Greatest Taboo : Homosexuality in Black Communities, Los Angeles, California, Alyson Books, 2001, 149–162 p. (ISBN 978-1-55583-564-4, lire en ligne), « Mati-ism and black lesbianism: two idealtypical expressions of female homosexuality in black communities of the diaspora »
- Nesten bouwen op een winderige plek : denken over gender en etniciteit in Nederland, Utrecht, The Netherlands, Universiteit Utrecht, Faculteit der Letteren, 2002 (ISBN 978-90-76912-23-3)
- Of mimic men and unruly women : exploring sexuality and gender in Surinamese family systems, Cave Hill, Barbados, University of the West Indies, 2001
- The Politics of Passion : Women's Sexual Culture in the Afro-Surinamese Diaspora, New York, New York, Columbia University Press, 2006, 313 p. (ISBN 978-0-231-13162-9, lire en ligne)
- Sexuality, Social Exclusion & Human Rights : Vulnerability in the Caribbean Context of HIV, Kingston, Jamaica, Ian Randle Publishers, 2009, 192–214 p. (ISBN 978-976-637-395-5, lire en ligne), « Afro-Surinamese women's sexual culture and the long shadows of the past »
- White Innocence : Paradoxes of Colonialism and Race, Durham, North Carolina, Duke University Press, 2016 (lire en ligne)

## Liens extérieurs
- Site officiel
- Ressource relative à l'audiovisuel :   - IMDb
- Notices d'autorité :   - VIAF
  - ISNI
  - IdRef
  - LCCN
  - GND
  - CiNii
  - Pays-Bas
  - Pologne
  - Israël
  - NUKAT
  - Norvège
  - Tchéquie
  - Corée du Sud
  - WorldCat